# Heidelberg Sándor
Heidelberg Sándor, családneve olykor Heidlberg formában is (Pest, 1871. március 29. – Bécs, 1918. március 23.) magyar építész.

## Élete
Heidlberg József kereskedő és Engl Mária fiaként született. Építészi oklevelet szerzett, majd Berlinben és Hamburgban kezdett el dolgozni. Saját építészirodáját 1899-ben nyitotta meg Budapesten. Számos épületet tervezett a fővárosban (bérpaloták, nyaralók, ipari üzemek). Több munkája Jónás Dáviddal közösen valósult meg. Fiatalon, a 47. születésnapja előtt hunyt el 1918-ban.
A Kozma utcai izraelita temetőben nyugszik.

## Családja
Házastársa Földiák Margit (1885–1945) volt, Temesváry Rezső unokahúga, akit 1903. április 4-én Budapesten vett nőül.
Gyermekei:
- Heidlberg Valéria (1905–?). Férje Feiler Dezső (1896–?) kereskedő.
- Heidlberg Magdolna (1906–?). Férje Schreiber Gyula (1887–?) kereskedő.

## Művei

### Elkészült épületek
- 1899: Bérház, Budapest, Klauzál utca 21. (Kotál Henrikkel közösen)[5]
- 1899/1890: Bérház, Budapest, Akácfa utca 24. (Kotál Henrikkel közösen)[6]
- 1901: Nádor-udvar, Budapest, Szent István körút 5. (Jónás Dáviddal közösen)[7][8]
- 1901: Lakóház, Budapest, Hegedüs Gyula u. 17. (Jónás Dáviddal közösen)[9]
- 1902: Popper-ház, Budapest, Paulay Ede utca 37. (Jónás Dáviddal közösen)[9][10]
- 1902–1903: Havas-ház, Budapest, Aulich u. 4-6. (Jónás Dáviddal közösen)[9]
- 1903: Lakóház, Budapest, Baross utca 53. (Jónás Dáviddal közösen)[11]
- 1903–1904: Zaborszky és Fuchs bérháza, 1056 Budapest, Belgrád rakpart 22. (Jónás Dáviddal közösen)[12]
- 1908 k.: Lakóház, Budapest, Szív utca 11.[13]
- 1910–1913: Lakóház, Budapest, Rippl-Rónai utca 21.[14]

### Tervben maradt épületek
- 1902: Kossuth-mauzóleum, Budapest[15]
- 1905: Török Bankház, Budapest[16][17]
- 1905: Trummer-féle bérház, Budapest[16][17]
- 1908: a Magyarországi Kereskedelmi Utazók Egyesülete klubhelyiséggel is bíró bérháza, Budapest[18][19]
- 1911: a Budapesti Bank Rt. palotája, Budapest[20]

### Síremlékek
- 1906 előtt: Háy Ignác családi sírboltja, Budapest, Kozma utcai izraelita temető[21]